# Araneus macleayi
Araneus macleayi este o specie de păianjeni din genul Araneus, familia Araneidae. A fost descrisă pentru prima dată de Bradley, 1876. Conform Catalogue of Life specia Araneus macleayi nu are subspecii cunoscute.